# Wszemierzyce
Wszemierzyce [fʂɛmjɛˈʐɨt͡sɛ] (tiếng Đức: Marienhof)  là một ngôi làng thuộc khu hành chính của Gmina Siemyśl, thuộc hạt Kołobrzeg, West Pomeranian Voivodeship, ở phía tây bắc Ba Lan.
Nó nằm khoảng 5 kilômét (3 mi) phía đông Siemyśl, 16 km (10 mi) về phía nam của Kołobrzeg và 95 km (59 mi) về phía đông bắc của thủ đô khu vực Szczecin.